# Anete Jēkabsone-Žogota
Anete Jēkabsone-Žogota (* 12. August 1983 in Riga) ist eine lettische Basketballspielerin, die bei einer Körpergröße von 1,76 m  auf der Position des Shooting Guards spielt und seit 2014 für Phoenix Mercury in der WNBA sowie seit 2011 für den russischen Verein UGMK Jekaterinburg aktiv ist. Sowohl durch die La Gazzetta dello Sport als auch durch die FIBA Europa wurde sie zu Europas Basketballspielerin des Jahres 2007 gewählt. 2008 und 2009 wurde sie zur lettischen Sportlerin des Jahres gewählt.

## Nationalmannschaftskarriere
Mit der lettischen Nationalmannschaft nahm Jēkabsone-Žogota, Tochter des ehemaligen sowjetischen Nationalspielers Andris Jēkabsons, an den Europameisterschaften 2005, 2007 und 2009 teil. Bei den Turnieren 2007 und 2009 wurde sie ins All-Tournament Team gewählt, 2007 zog sie zudem mit der lettischen Auswahl ins Halbfinale ein. Auch nahm sie an den Olympischen Spielen 2008 teil.